# Pala del Gran Consiglio
La Pala del Gran Consiglio (o Pala della Signoria) è un dipinto a olio su tavola (444x308 cm) di Fra Bartolomeo, databile al 1510 e conservato nel Museo nazionale di San Marco di Firenze.

## Storia
La grande pala d'altare era stata originariamente commissionata a Filippino Lippi da Pier Soderini, per decorare l'altare su un lato della recentemente costruita Sala del Gran Consiglio in Palazzo Vecchio (oggi detta Salone dei Cinquecento), sul lato opposto a dove in quegli stessi anni lavoravano Leonardo e Michelangelo rispettivamente alla Battaglia di Anghiari e alla Battaglia di Cascina.
La morte del pittore, nel 1504, che non l'aveva neanche avviata, rese necessaria una nuova commissione, questa volta optando per Fra Bartolomeo, che firmò il contratto il 26 novembre 1510. Al 5 gennaio 1513 la pala doveva aver già raggiunto l'aspetto odierno, poiché è citata come già "disegnata di spalto" nell'atto di divisione della compagnia artistica tra il frate e Mariotto Albertinelli.
I lavori si dovettero irrimediabilmente interrompere con la caduta del governo repubblicano e il ritorno dei Medici nell'agosto 1512, sebbene il nuovo governo fiorentino provò a far completare la pala stanziando ben 100 fiorini il 10 giugno 1513, ma probabilmente l'artista temporeggiò per altri impegni presi e nel frattempo si andava ristrutturando la sala verso ormai nuove funzioni. La pala restò quindi sempre allo stato del disegno preparatorio, già definita nelle ombreggiature ma priva di colore. In seguito venne esposta in San Lorenzo.
Tra i vari studi dell'artista, uno è nelle collezioni del Getty Museum di Los Angeles.

## Descrizione

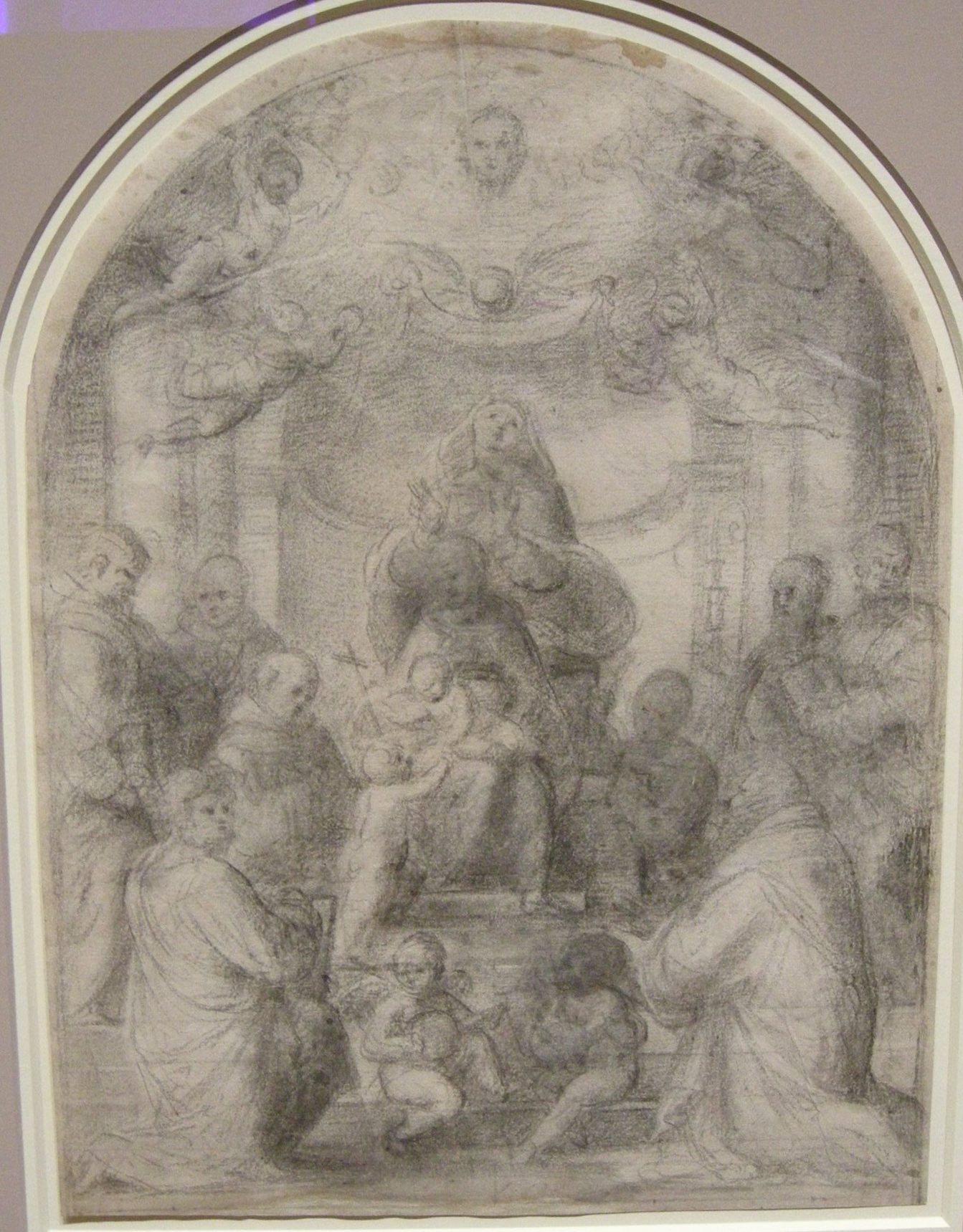
Studio nel Getty Museum

Entro la nicchia di una chiesa, Maria si trova in trono col Bambino in grembo e sant'Anna dietro di lei, che ha un gesto di estasi verso l'apparizione della Trinità in alto, tra angeli musicanti e due putti reggi-libro, su cui dovevano probabilmente essere disegnate l'alfa e l'omega. Tutt'intorno si trovano vari santi, tra cui particolarmente vicini al trono san Giovannino e santa Reparata, mentre in basso, al di sotto dei gradini, campeggiano altri due santi inginocchiati uno dei quali, come nella Pala di San Marco dell'Angelico, è rivolto verso lo spettatore. Alla base del trono si trovano poi due angioletti, una citazione da Giovanni Bellini, come nella Pala di San Giobbe o nella Pala di San Zaccaria che Fra Bartolomeo doveva aver visto durante un viaggio a Venezia nel 1508.
Il Vasari lodò ampiamente il dipinto, riportando come vi fossero riportati "...tutti è protettori della città di Fiorenza, e que' Santi che nel giorno loro la città ha aute le sue vittorie", nonché un "ritratto d'esso fra Bartolomeo fattosi in uno specchio".
In base a tali suggerimenti i santi vennero riconosciuti dal Marchese come Anna (dietro la Madonna col Bambino sul trono, giorno della cacciata del Duca d'Atene), Giovanni Battista (patrono cittadino), Giovanni Gualberto (restauratore della diocesi), Reparata (vittoria su Totila), Zanobi (primo santo vescovo), Barnaba (giorno della battaglia di Campaldino), Vito (giorno della battaglia di Cascina) e Antonino Pierozzi (vescovo e santo fiorentino). Wilde vi lesse san Bernardo da Chiaravalle al posto di san Vito: dopotutto la battaglia di Anghiari era già celebrata su una delle pareti.
La preminenza di sant'Anna, protettrice nel cui giorno venne scacciato il tirannico Gualtieri di Brienne (26 luglio 1343) è stata letta come una presa di posizione antimedicea: ciò appare confermato dal fatto che davanti all'altare sarebbe dovuta essere collocata una scultura con il Salvatore di Andrea Sansovino, nel cui giorno, il 9 novembre, era stato cacciato Piero de' Medici nel 1494.

## Stile

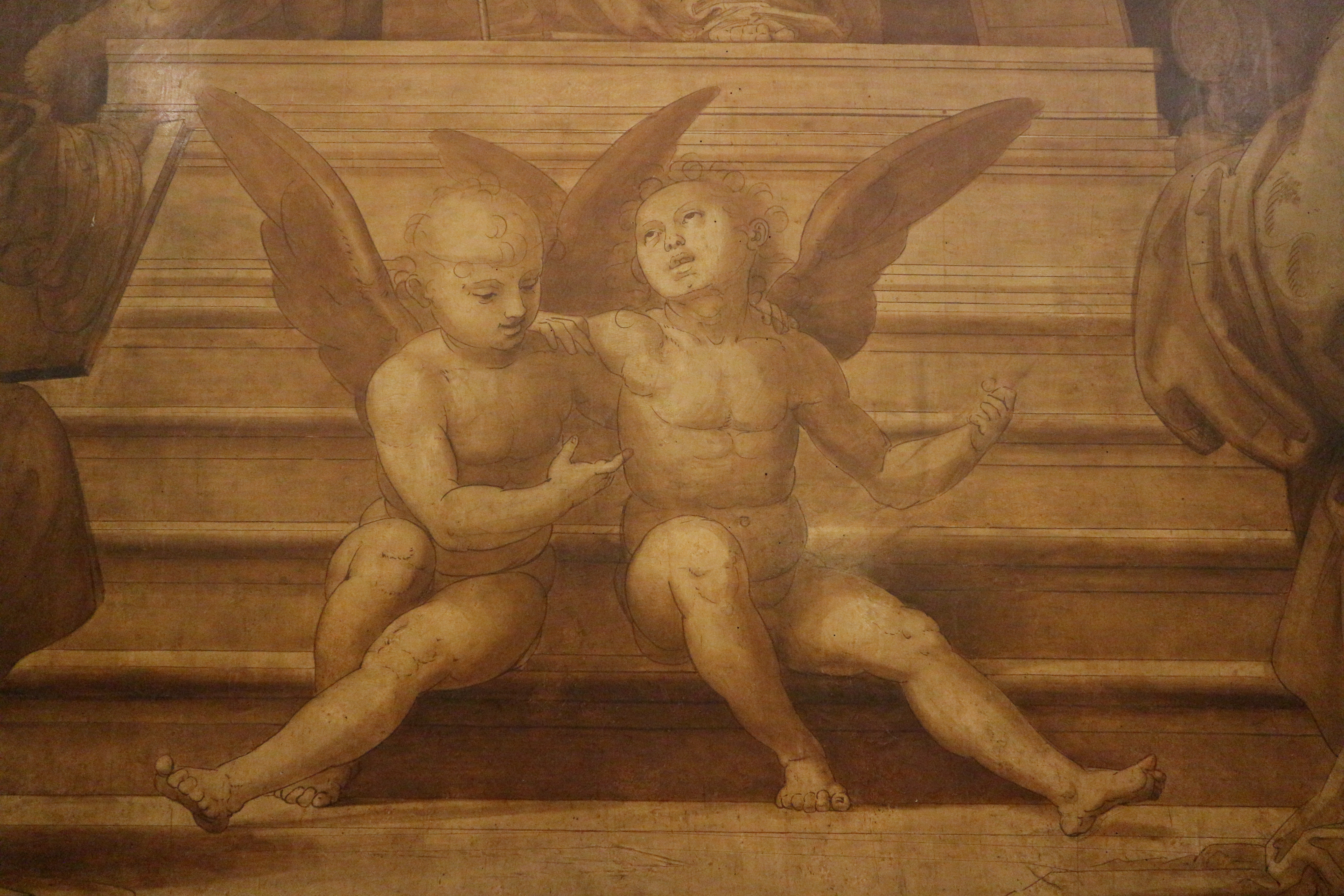
Dettaglio dei due angioletti

Da un punto di vista stilistico la pala riprende motivi di vari altri artisti del primo Cinquecento, tra cui il già citato Bellini e la Madonna del Baldacchino di Raffaello, con un'analoga costruzione compositiva e spaziale. Alcune fisionomie arcigne sono state lette come citazioni dei cartoni delle battaglie di Leonardo e Michelangelo.